# Alois Delug

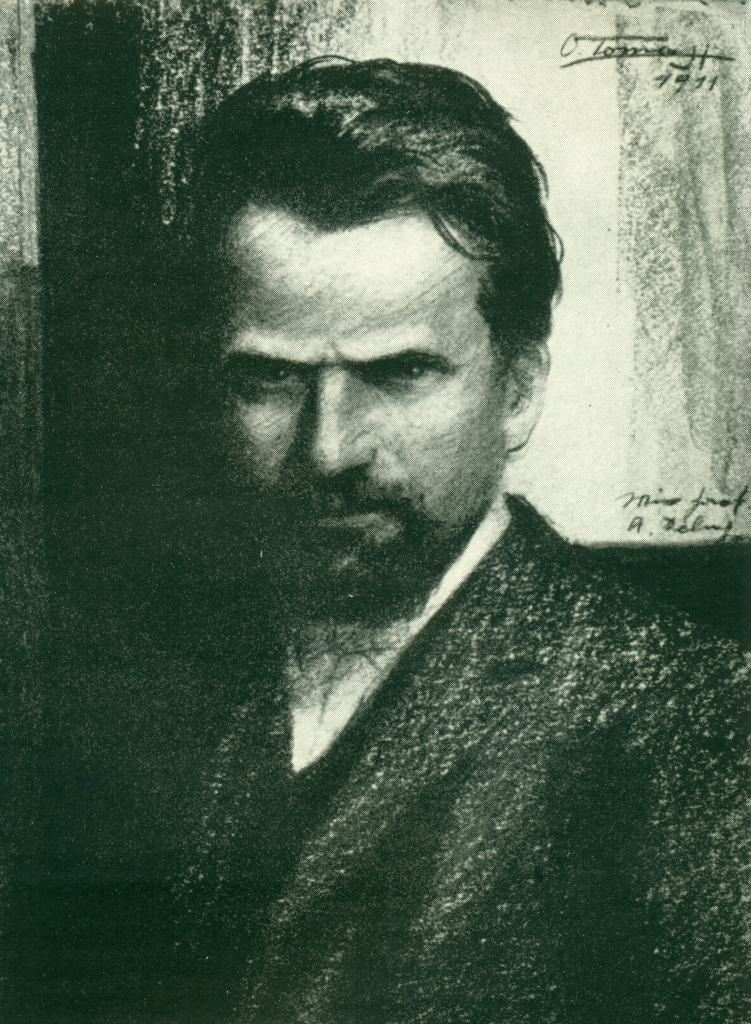
Alois Delug, Porträtgemälde seines Schülers Oddone Tomasi (1911)

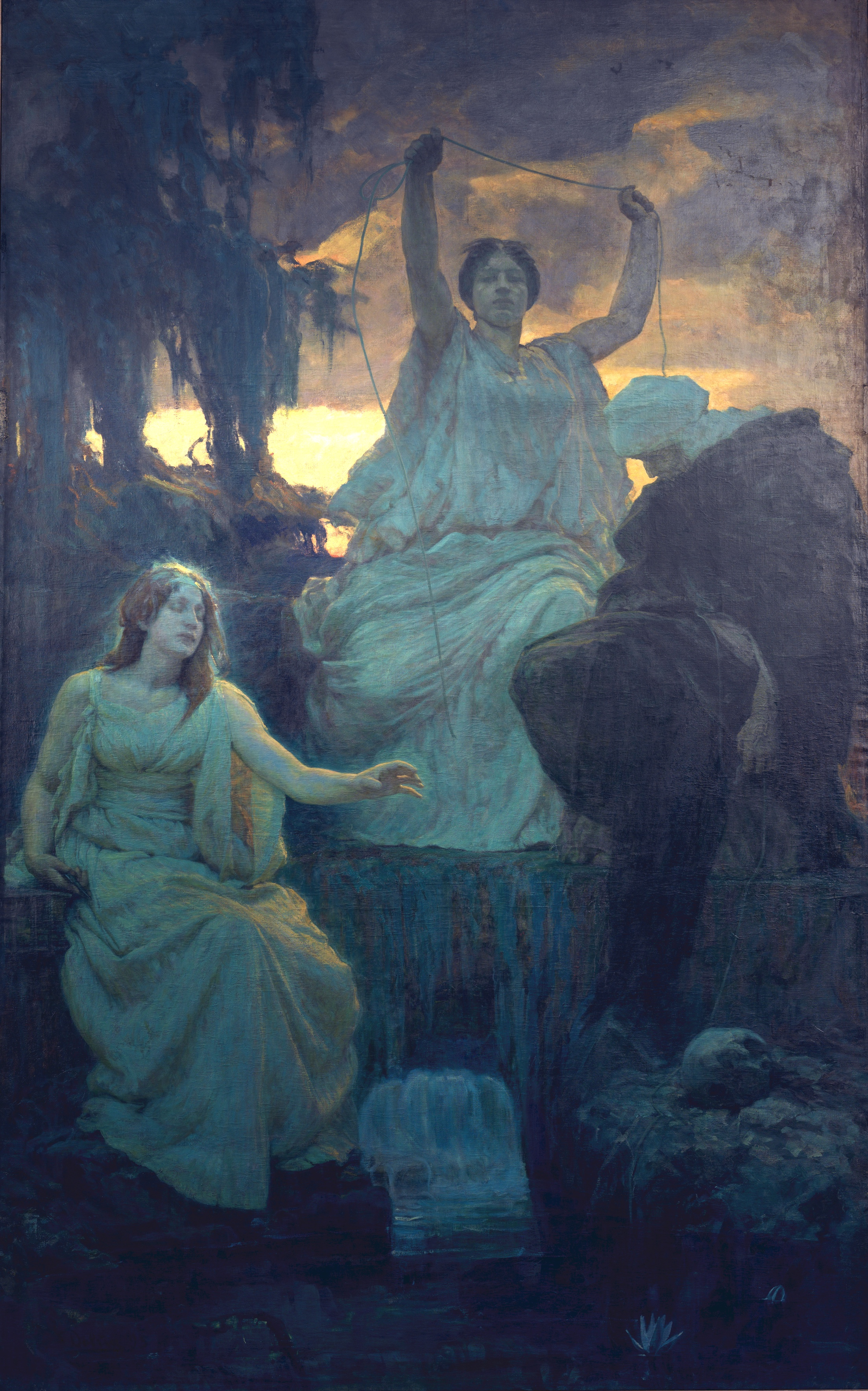
Alois Delug: Die Nornen (1894)

Alois Delug (* 25. Mai 1859 in Bozen; † 16. September 1930 in Wien)
war ein österreichischer Maler und Professor an der Wiener Akademie der bildenden Künste.

## Leben
Nach dem Besuch des Gymnasiums in Bozen begann Delug mit der Malerei und wurde von dem dort lebenden Maler Heinrich Schöpfer gefördert. Er übersiedelte nach Innsbruck und begann dort mit dem Geschichtsstudium, bevor er durch Franz von Wieser an die Kunstakademie in Wien empfohlen wurde. Ab 1880 absolvierte er dort die allgemeine Malerschule, ab 1883 die Spezialschule für Historien- und Porträtmalerei bei Leopold Carl Müller. Sehr einprägsam war für Delug eine dreijährige Studienreise durch Italien, Frankreich, Deutschland und Holland, bevor er in München Aufträge für religiöse und profane Historienbilder annahm. 
1896 erfolgte seine Übersiedlung nach Wien, wo er eine Professur an der Kunstakademie annahm. Zu seinen Schülern zählten u. a. Eugenie Breithut-Munk, Hans Fronius, Franz Gruss, Adolf Helmberger, Anton Kolig, Hubert Lanzinger, Franz Lerch, Albert Stolz und Anton Velim. Ebenfalls 1896 erhielt er auf der Internationalen Kunstausstellung in Berlin eine kleine Goldmedaille. Nach den Plänen von Alois Delug wurde das Stadtmuseum Bozen 1905 von Stadtbaumeister Wilhelm Kürschner errichtet.
Den Aufzeichnungen des Hitler-Biographen Josef Greiner zufolge soll Delug im Jahr 1907 Hitler wegen dessen unzulänglicher Leistungen bei seinen Aufnahmeprüfungen zur Malschule sowie anschließend zur Architekturschule einen Studienplatz an der Wiener Kunstakademie verweigert haben.
Alois Delugs ehrenhalber gewidmetes Grab befindet sich auf dem Grinzinger Friedhof (Gruppe 19, Nummer 190).
Im Jahr 1931 wurde in Wien-Döbling (19. Bezirk) die Delugstraße nach ihm benannt.

## Werke
- Die Flüchtlinge (1886)
- Heilige Frauen am Kreuzweg
- Alarichs Begräbnis in Busento (1890)
- Die Nornen (1894)
- Dreiteiliges Votivbild für die Schlosskapelle der Familie Schorlemer (1898)
- Pieta für die Sühnekapelle für Kaiser Max in Santiago de Querétaro
- Märzwind (1895)